# Parma–La Spezia-vasútvonal
A Parma–La Spezia-vasútvonal egy normál nyomtávolságú, 113 km hosszúságú, részben kétvágányú, villamosított vasútvonal, amely az olaszországi Parmát az Appennineken átvezető Cisa-hágón keresztül köti össze a La Spezia közelében lévő Genova–Pisa-vasútvonallal. Olasz neve (ferrovia Pontremolese) Pontremoli város nevéből származik, amely az egyik legfontosabb város, amelyen áthalad.
A vasútvonal tulajdonosa az RFI.

## Története
| Szakasz                        | Megnyitás                                              |
| ------------------------------ | ------------------------------------------------------ |
| La Spezia-Vezzano Ligure       | 1864. augusztus 4. (Része a Pisa–Genova-vasútvonalnak) |
| Parma-Fornovo di Taro          | 1883. július 2.                                        |
| Vezzano Ligure-Pontremoli      | 1888. november 15.                                     |
| Fornovo di Taro-Berceto        | 1889. március 25.                                      |
| Berceto-Borgotaro              | 1893. május 15.                                        |
| Borgotaro-Pontremoli           | 1894. augusztus 1.                                     |
| Santo Stefano di Magra-Sarzana | 1897. augusztus 9.                                     |

A Pó középső völgyét a liguriai és a tirréniai partvidékkel összekötő vasút első terveit 1860-ban kezdték el fontolgatni, amikor a Szárd Királyság megszerezte Lombardiát, Emiliát és Toszkánát.
Különösen fontolóra vették a La Spezia haditengerészeti támaszpontot Piacenza erődítményével összekötő vonalat (egy esetleges háború előkészítéseként, amelynek célja Veneto felszabadítása volt az Osztrák Birodalomtól) két meglévő transz-appenini vonal, a Genovától északra a Giovi-hágó alatt húzódó vonal és a Bologna és Firenze közötti Porrettana-vasútvonal között.
Elsősorban két útvonalat vettek figyelembe: az egyiket Parma és a La Spezia-öböl között a Taro és a Magra völgyén keresztül, a másikat Luccából Reggio Emiliába és Modenába. A livornói hatóságok ezt a második megoldást részesítették előnyben, mivel ez a város kikötőjén keresztül a liguriai tengeri kikötők rovására elősegítette volna a kereskedelmet.
Egy 1860. július 17-én kiadott rendelet értelmében a Cavour vezette kormány bizottságot nevezett ki a vonal megépítésére vonatkozó javaslatok megvizsgálására. Időközben számos tervet készítettek és terjesztettek elő magánszemélyek a vonal megépítésére. A bizottság 1862. június 16-án kelt (de csak 1863-ban közzétett) jelentésében fogalmazta meg következtetéseit, amely megállapította, hogy a Piacenza és La Spezia közötti vonal valóban stratégiai érdekű, és hogy a legrövidebb és legegyszerűbb útvonal az, amely a Taro és a Magra völgyén keresztül vezet, az Appennineken a Borgallo-alagúton keresztül haladva.

## Építés
A Baccarini-törvény által finanszírozott vonal építési munkálatai 1879-ben kezdődtek, és a teljes vonal 1894-ben készült el. Három évvel később Santo Stefano di Magra és Sarzana között egy összeköttetést építettek a forgalom megkönnyítésére.
A szinte teljesen egyvágányú vonalat azonnal kibővítették egy második vágánnyal a hágószakaszon, ahol a vonal a legnehezebb terepen halad át. A hágóalagutat (Borgallo-alagút, 7972 méter hosszú) és a Grondola-Guinadi és Pontremoli közötti meredek szakaszt (az alagútban 2,0%-os, a nyílt szakaszon 2,5%-os emelkedéssel) azonnal megkettőzték.
1931-ben a vonalat háromfázisú, 3600 V-os és 16,67 Hz-es váltakozó áramú rendszerrel villamosították; a második világháború alatt súlyos károkat szenvedett, mivel a Pó-síksághoz vezető útvonalként nagy stratégiai értéket képvisel. A vonal fokozatos, már 1937-ben megkezdett 3000 V-os egyenáramú villamosításra való átállítása 1949 végén fejeződött be, a Milánó-Bologna-vasútvonal villamosítását követően, ami indokolttá tette a szomszédos vonalak, köztük a Parma-Fornovo és a Fornovo-Fidenza vonalak azonos rendszerű villamosítását.

## Kétvágányúvá átépítés
A Borgo Val di Taro-Pontremoli szakasz kivételével eredetileg egyvágányúnak épült vonalon az 1980-as évek óta megépítették a második pályát, melyet új, jobb lejtésű és geometriájú helyeken építettek meg.
A vonal korszerűsítési projektje az 1981-es Piano integrativo ("integrációs terv") keretében történt pénzügyi előirányzatra vezethető vissza.

### Megkettőzött szakaszok

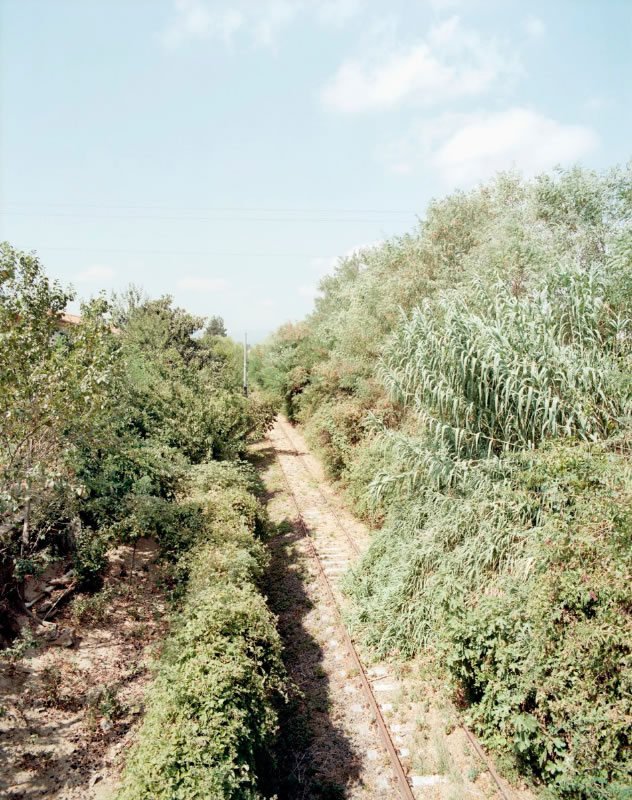
A Santo Stefano di Magra-Sarzana rövid leágazás Ponzano Magra és Sarzana közötti használaton kívüli szakaszának látképe

1996-ra a kétvágányúsítás csak a Vezzano Ligure és Santo Stefano di Magra közötti szakaszon fejeződött be.
1996. május 22-én megnyitották a Solignano és Berceto közötti kétvágányú kitérőt, amely szinte teljes egészében alagútban halad. Az új vonal megnyitása Valmozzola állomás bezárásával járt.
Az új La Spezia Marittima teherpályaudvart 2003-ban nyitották meg.
2005. szeptember 11-én adták át a Santo Stefano di Magra-Chiesaccia keresztező hurok szakaszon a Lucca-Aulla vasúttal összekötő kétvágányú pályát, 2008-ban.
Ez a munka a Tirrén vonallal való déli összeköttetés észak felé történő áthelyezését is magában foglalta, ami az 1897. augusztus 9-én megnyitott Santo Stefano di Magra és Sarzana közötti egyvágányú szakasz, beleértve Ponzano Magra állomást is, forgalom elől való elzárását eredményezte. Ennek következtében Sarzana a 2000-es évek eleje óta nem végállomása a vonalnak. A kétvágányú csomópont jelenleg Arcola állomás közelében található. Az eredetileg Vezzano Ligure állomás közelében lévő északi összekötő vágányt északra helyezték át, mivel a Parma-La Spezia forgalom számára kijelölt vágányt építettek ki, amely a Genova-Pisa-vasútvonallal párhuzamosan halad Vezzano Ligure-tól La Spezia Migliarina-ig.
A Solignano-Fornovo szakasz megkettőzésének munkálatai 2014-ben fejeződtek be.

### Elvégzendő munka
2011-ben a fennmaradó szakaszok megkettőzésének végleges tervezése folyamatban volt:
- Berceto-Chiesaccia, a Lucca-Aulla vasútvonallal való összeköttetés befejezésével, amelynek egy része már a korábbi években megkezdődött a kétvágányúsítással;
- Osteriazza-Parma.

Egy 2020. július 5-i rendelet értelmében 78 millió eurós forrást különítettek el, amelyet egy második, további 92 millió eurós, összesen 170 millió eurós részlet követ, a vonal korszerűsítésének és a Parma-Vicofertile szakasz megkettőzésének 2032-ig történő befejezésének finanszírozására..

## Forgalom
Kezdettől fogva a felső-Tirrén-tengeri kikötők és Észak-Olaszország közötti árumozgás megkönnyítésére tervezték (az úgynevezett Tirrén-Brenner-folyosó), és ma is erre a célra használják.
A személyforgalom viszont kizárólag regionális vonatokból áll, és nagyrészt a két völgyből a közeli fővárosokba irányuló ingázó forgalomra korlátozódik; van azonban néhány hosszabb távú vonatpár, amelyek a liguriai és a Tirrén-tenger partvidékének főbb városait kötik össze Emilia és Lombardia néhány fontos központjával, és a fidenzai csomóponton keresztül haladnak.
A vonatok mozgását az egész vonalon a pisai jelzőközpontból irányítják.
A vonalon közlekedő összes személyvonat megáll Fornovo, Borgo val di Taro, Pontremoli, Villafranca-Bagnone, Aulla Lunigiana és Santo Stefano di Magra állomásokon.